# هاينكن الدولية
هاينكن الدولية (نطق هولندي: [ˈɦɛinəkə(n)]) هو مصنع بيرة هولندي، تأسست 1864 على يد هينيكن في أمستردام. وبحلول عام 2012 أصبحت هاينكن تمتلك 190 مصنع الجعة في أكثر من 70 دولة and employs approximately 85.000 people. إلى جانب هينيكن، فإنه يهيئ وتبيع أكثر من 170 أخرى بيرز قسط الدولية والإقليمية والمحلية والتخصص، بما في ذلك Cruzcampo، هينيكن آسيا باسيفيك، جيفيتس، Starobrno، Zagorka، بيرا Moretti، Ochota، مورفي، والنجوم.